# Philippe Van Snick
Philippe Van Snick, né le 16 décembre 1946 à Gand et mort le 4 juillet 2019 à Bruxelles, est un artiste pluridisciplinaire belge. D'abord principalement peintre, il est également photographe, vidéaste, dessinateur et sculpteur. Il vit et travaille à Bruxelles, où il enseigne pendant de nombreuses années à l'école d'art Sint-Lukas (nl).

## Biographie

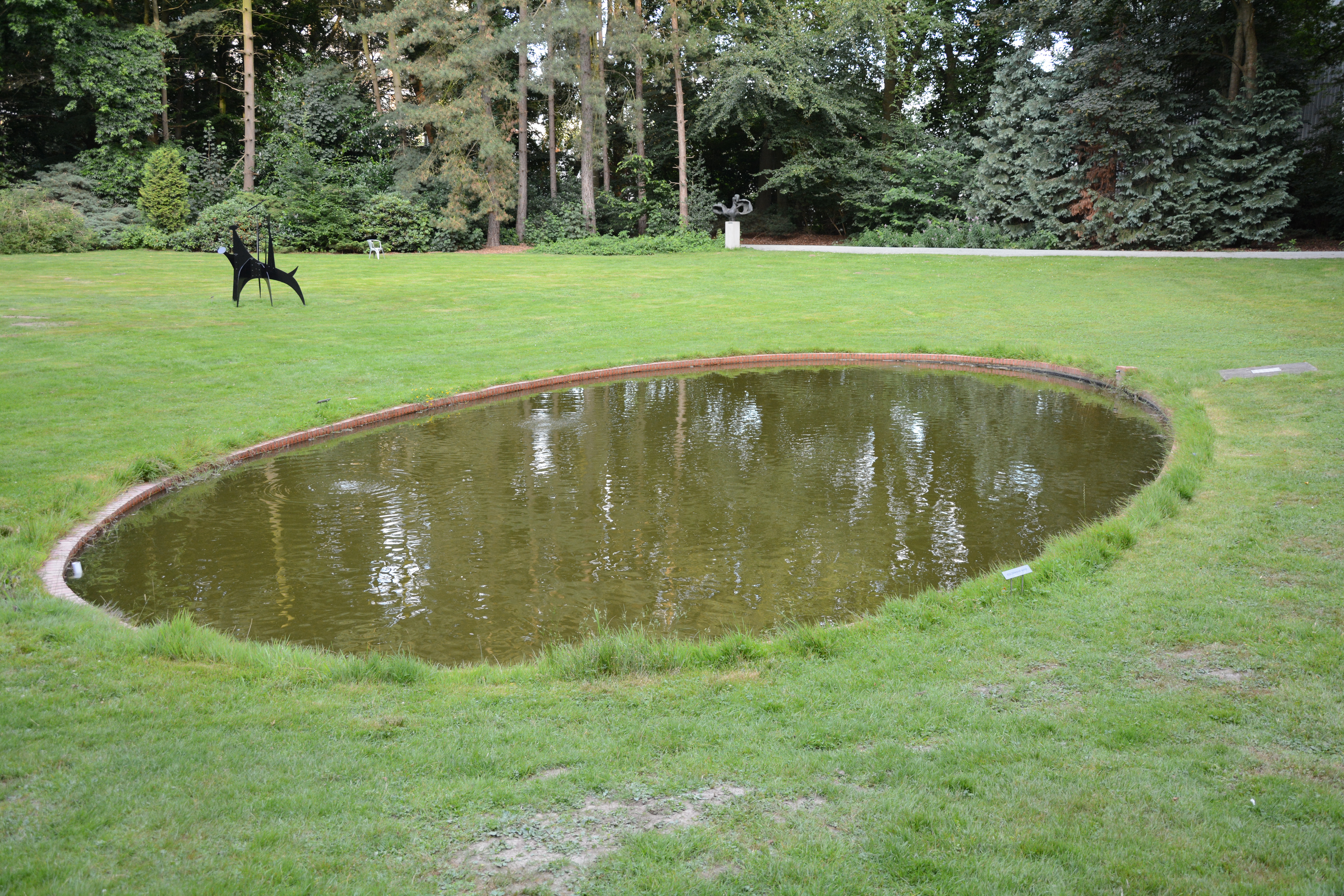
Poëzie, (2012)

Philippe Van Snick naît le 16 décembre 1946 à Gand.
Il étudie à l'Académie royale des beaux-arts de Gand. Il est actif dans les années 60 et 70 en tant qu'artiste conceptuel et minimaliste. Il travaille avec divers supports tels que le film, la photographie et les installations. Les thèmes récurrents sont l'ellipse, le dualisme et le système décimal.
À partir de 1979 et surtout dans les années 80 et 90, il se consacre à la peinture minimaliste abstraite.
Les motifs bien connus de Philippe Van Snick sont le motif jour-nuit, symbolisé par les couleurs bleu et noir et la palette de couleurs en dix parties avec les couleurs rouge, jaune et bleu (comme couleurs principales), orange, vert et violet (comme couleurs secondaires), or et argent (comme couleurs avec valeur physique) et blanc et noir (comme non-couleurs).
En 2005, un projet de recherche sur l'œuvre de Philippe Van Snick débute, qui aboutit à une exposition rétrospective à Malines et à Strombeek.
En 2010, Philippe Van Snick fait l'objet d'une grande exposition rétrospective de son œuvre au Museum M à Louvain. Le projet de recherche sur son œuvre s'achève cette année-là et abouti au livre Dynamic project.
En 2013, son travail est acheté pour le département de photographie du MoMA à New York.
En 2018, le ministre flamand de la Culture, Sven Gatz, lui remet un Ultima dans la catégorie des arts visuels.
Philippe van Snick meurt le 4 juillet 2019 à l'âge de 72 ans,.

## Expositions

### Solos et duos
2017
- PING PONG, M HKA, Antwerp (BE)
- Paradise and Hell, Tatjana Pieters, Ghent, (BE)

2016
- Philippe Van Snick / Permutatie 1972 - 2015, Tatjana Pieters, Gent (BE)
- Philippe Van Snick, Grazer Kunstverein, Graz (AT)
- Philippe Van Snick, De Hallen Haarlem (NL)

2015 
- Philippe Van Snick / Daniel Steegmann Mangrané, Casa Modernista, Museu Cidade, Sao Paulo (BR)
- Philippe Van Snick / Daniel Steegmann Mangrané, MAM, Musée d'Art moderne de Rio de Janeiro, Rio de Janeiro (BR)

2014 
- Eviter le pire, Arcade, London (UK)

2013 
- Através do tempo, Galeria Nuno Centeno, Porto (PT)

2012 
- Allies / The Archive Revisited, Tatjana Pieters, Gent (BE)

2011
- Re-volve (works from 1969-2000), Tatjana Pieters, Gent (BE)

2010
- Philippe Van Snick, Museum M, Leuven (BE)

2009 
- Pans de Sensation, Campus Sint-Lukas Brussel (nl), Bruxelles (BE)

2007 
- White-Out Studio, Knokke-Heist (BE)

2006 
- Pans de Sensation & Saturation, Atelier Kesselstraat 14, Schaarbeek (BE)
- Onderzoeksproject, Associatie KULeuven Sint-Lukas, Brussel (BE)

2005 
- Etablissements d’en face projects, Brussel (BE)
- Patrick Verelst Gallery, Antwerpen (BE)

2002 
- Galerie Guy Ledune, Brussel (BE)

2001 
- S.M.A.K., Stedelijk Museum voor Actuele Kunst, Gent (BE)

2000 
- CCNOA, Center for Contemporary non Objectif Art, Brussel (BE)

1999 
- AGYU, Art Gallery of Yok University, Toronto (CA)

1995 
- Musée De Lakenhal, Leyde (NL)
- ART-EX’95, Oxy Gallery, Osaka (JA)
- Museum Dhondt-Dhaenens, Deurle (BE)

1994 
- Ars Musica, Maison de la Radio, Bruxelles (BE)

1993 
- Provinciaal Museum, Hasselt (BE)

1992 
- Espace d’Art Contemporain, Lausanne (CH)

1990 
- Zeno X (en), Antwerpen (BE)

1989 
- Galerie Rumpff, Haarlem (NL)

1988 
- Galerie L’A, Liège (BE)
- Palais des beaux-arts de Bruxelles, Bruxelles (BE)
- GA, Waasmunster (BE)
- Montevideo, Antwerpen (BE)
- Sint-Lukas, Brussel (BE)
- De Appel, Amsterdam (NL)

1985 
- Richard Foncke Galerie, Gent (BE)
- Museum voor Hedendaagse Kunst, Gent (BE)

1984 
- Galerie Albert Baronian, Brussel (BE)
- Demonstratie goud en zilver, Beurs van Brussel, Brussel (BE)

1981 
- Galerie Albert Baronian, Brussel (BE)

1980 
- Haus Nieting, Geldern (GE)

1978 
- CIC, Gent (BE)

1976 
- Galerie Verelst, Antwerpen (BE)

1975 
- Galerie 27, Paris (FR)
- Wide White Space Gallery (en), Antwerpen (BE)

1974 
- Wide White Space Gallery, Antwerpen (BE)

1972 
- Wide White Space Gallery, Antwerpen (BE)

1971 
- Galerie MTL, Brussel (BE)
- Galerie X-One, Antwerpen (BE)

1970 
- Galerie X-One, Antwerpen (BE)

1968 
- Galerie Richard Foncke, Gent (BE)

### Collectives
2017
- Extra-Citizen - A Prologue, Extra City Kunsthal (nl), Antwerp (BE)
- Het vlot. Kunst is (niet) eenzaam / The Raft. Art is (not) Lonely, Mu.ZEE, Ostend (BE)
- Summer Hang, Tatjana Pieters, Ghent, (BE)
- Trois Collectionneurs Autrement #4, ETE 78, Brussels (BE)
- Entre Nous Quelque Chose Se Passe,  Museum M, Leuven (BE)

2016
- Urgent Conversations: Athens - Antwerp, EMST National Museum of Contemporary Art, Athens (GR)
- From Broodthaers to Braeckman. Photography in the visual arts in Belgium, cur. Liesbeth Decan, M HKA, Antwerpen (BE) Made in Japan, CC Strombeek, Strombeek-Bever (BE)
- Twisted, Strings, Museum M, Leuven (BE)
- The Gap, cur. Luc Tuymans, M HKA, Antwerpen (BE)
- Frequent Long Walks, a proposition by Christopher Green, Hannah Barry Gallery, London (UK)

2015
- A line is a line is a line, CC Strombeek, Strombeek-Bever (BE)
- The Gap, cur. Luc Tuymans, Parasol Unit, Londen (UK)
- The Corner Show, cur. Wouter Davidts, Phillip Metten en Mihnea Mircan, Extra City, Antwerpen (BE)
- PAW, Arcade, Londen (UK)
- (1/1).10, Galerie Tatjana Pieters, Gent (BE)

2014
- Paper Works, Galerie Tatjana Pieters, Gent (BE)
- Conversation Piece, Mu.ZEE, Oostende (BE)
- Re: Painted, Schilderijen uit de collectie, S.M.A.K., Gent (BE)
- Hitting It Off, cur. RIVET & P!, P!, New York (USA)
- Museum to scale 1/7, verschillende kunstenaars, Kunsthal (NL)

2013
- Weg van Vlaanderen, Hedendaagse Vlaamse Landschappen, cur. Jeroen Laureyns, De Warande, Turnhout (BE)
- Make & Sleep / Wake, een project van Gert Robijns, White-Out Studio, Knokke (BE)
- Art Lima, met Galerie Tatjana Pieters, Lima (PE)
- Art Brussels, met Galerie Tatjana Pieters, Brussel (BE)
- Cadavre Exquis, A figure of painting, LLS387, Antwerpen (BE)

2012
- Collectie XXXII, Persoonlijkheidstest, MuHKA, Antwerpen (BE)
- Expo Chicago, met Galerie Tatjana Pieters, Chicago IL (USA)
- Minimal Art, Galerie Ronny van de Velde, Knokke-Zoute (BE)

2011 
- 1979 A Momentum to Radical Instants, La Virreina, Barcelona (ES)
- La Case, Casteljaloux, Lot et Garonne (FR)
- Change of Address, Opening of the New Space, Galerie Tatjana Pieters, Gent (BE)
- Arco Madrid, met Galerie Tatjana Pieters, Madrid (ES)

2010
- Three Belgian Painters: Philippe Van Snick, Damien De Lepeleire, Walter Swennen, Galerie Tatjana Pieters, Gent (BE)
- Hommage aan de monochromie, Cultuurcentrum Hasselt, Hasselt (BE)

2009 
- Symposium Hogeschool Sint-Lukas, Brussel (BE)
- De plaats van de kunst, Videofilm: Perspect, Affect, Concept
- Jeugdzonde. Over opus één en opus min één, LLS 387, Antwerpen (BE)
- Ph. Van Snick, 10 dagen 10 nachten / J. Beuys, M. Broodthaers, Bibliotheek Bree (BE)
- There is no(w) romanticisme, Les filles du calvaire, Brussel (BE)

2008
- Prospect 58, A bridge to far, NICC Antwerpen (BE)

2007 
- Waterverf, Museum Roger Raveel, Machelen a/d Leie (BE)

2006 
- Painted Objects, CCNOA, Brussel (BE)
- Mystiek van Kleur, Museum Roger Raveel, Machelen a/d Leie (BE)
- Trends, St. Barbara College, Gent (BE)
- Event#02, Netwerk, Aalst (BE)

2004 
- Not Done (Het Kunstenaarsboek), MuHKA, Antwerpen (BE)
- Free Space 2004, Z33, Hasselt (BE)

2003 
- Charly’s Place, Annely Juda Gallery, London (UK)
- Wall Painting 'Promised Land', CCNOA, Brussel (BE)

2002 
- Free Space 2002, Provinciaal centrum voorbeeldende kunsten-Begijnhof, Hasselt (BE)

2000 
- Lieux communs-Gemeenplaatsen, Moving Art Studio, Brussel (BE)
- From rags to riches, Fondation de la tapisserie, Tournai (BE)

1999 
- Trattenendosi, Artists From Flanders, Antiche Granai Venezia (I)
- Trouble Spot Painting, MuHKA, Antwerpen (BE)
- NICC, Free Space, Antwerpen (BE)
- Jars IV. “Tegenvleug/Rebrousse-Poil”, Kunstencentrum, Sittard (NL)

1998 
- Kleur-Ruimte, Stichting Vedute, Amsterdam (NL)

1996 
- Accrochage, Zeno X Gallery, Antwerpen (BE)
- 12e Internationale Winterfestival van Sarajevo 96, National Gallery, Sarajevo (BH)
- Zoersel 96, Domein Kasteel van Halle, Zoersel (BE)
- Into it !, Witte zaal, Gent (BE)

1995 
- Call It Sleep, Witte de With Rotterdam (NL)
- Trente-deux, espace d’Art Contemporain, Lausanne (CH)

1994 
- Kunstwerken verworven door de Vlaamse Gemeenschap in 1992-1993, MuHKA, Antwerpen (BE)
- Le sens de la couleur, Galerie CYAN, Liège (BE)

1993 
- Kunst in België na 1980, Koninklijke Musea voor Schone Kunsten van België, Brussel (BE)
- Artfair XIII (Zeno X Gallery), Brussel (BE)
- As long as it lasts, Witte de With, Rotterdam (NL)

1992 
- Editie van Yves Gevaert, Van Abbemuseum, Eindhoven (NL)

1991 
- Kunst in Vlaanderen Nu, Museum van Hedendaagse Kunst, Anvers (BE)
- Kunstmarkt (with Zeno X Gallery), Cologne (D)

1990 
- Kunstmarkt (with Zeno X Gallery), Cologne (GE)
- Artisti (Della Fiandra), Palazzo Sagredo, Venise (IT)
- Zeno X Gallery, Anvers (BE)

1989 
- Art is, Bois-le-Duc (NL)
- Editie Enluminures, Yves Gevaert, Bruxelles (BE)

1988 
- Filip Francis, Philippe Van Snick, Sint-Lukasgalerij, Bruxelles (BE)
- works from the MuHKA, De Werf, Aalst (BE)
- Collectie & Collecties, Museum van Hedendaagse Kunst, Gent (BE)
- Beelden Buiten, Tielt (BE)
- Kunstwerken verworven door de Vlaamse Gemeenschap in 1986-1987, Cultureel Centrum, Genk (BE)
- De Verzameling, MuHKA, Antwerpen (BE)
- Rai, Amsterdam (NL)

1987 
- Philippe Van Snick, Jacques Vieille, Montevideo, Anvers (BE)
- Jef Geys, Bernd Lohaus, Guy Mees, Philippe Van Snick, Quai du Wault, Lille (FR)
- Jartrakor, Roma (IT)
- Lineart , Galerie Montevideo, Gent (BE)

1986 
- Initiatif d’Amis, Vooruit, Ghent (BE)
- Antwerpen-Brussel, Aller-Retour, Torengebouw, Anvers (BE)

1985 
- Investigations, Espace 251, Place St. Lambert, Liège (BE)

1984 
- Waepen van Zeelant , Parisbas Bank België N.V., Gent (BE)

1983 
- Diagonale, Montevideo, Antwerpen (BE)
- De structuur voorbij, I.C.C, Anvers (BE)

1982 
- De Beyerd, Breda (NL)

1981 
- Biënnale Middelheim, Anvers (BE)

1980 
- “1980”, Internationaal Cultureel Centrum (nl), Anvers (BE)

1979 
- JP2, Paleis voor Schone Kunsten, Bruxelles (BE)
- Vitrine pour l’art actuel, Paris (FR)
- Aktuele Kunst in België, Museum van Hedendaagse Kunst, Gent (BE)

1978 
- Raoul de Keyser, David Rabinowitch, Richard Tuttle, Philippe Van Snick, Museum van Hedendaagse Kunst, Gent (BE)

1977 
- Wide White Space Gallery, Anvers (BE)
- Entrepot La Cloche, Anvers (BE)

1976 
- Städliches Museum, Aachen (DE)

1975 
- Solo, Galerie Verelst-Poirier, Anvers (BE)
- JP1, Paleis voor Schone Kunsten, Bruxelles (BE)

1974 
- Triënnale 3, Beurshalle, Brugge (BE)
- Kunstmarkt, Köln (D)
- Charlier, Lohaus, Mees, Panamarenko, Roquet, Van Snick, Modern Art Museum, Oxford (UK)

1973 
- Kunstmarkt, Cologne (GE)

1971 
- Lievens-Somerlinck-Van Snick , editie Kultuurhuis, Harelbeke (BE)
- Groninger Museum Voor Stad en Lande, Groningue (NL)

1970 
- Installation, etalo, Ardooie (BE)

1969 
- Galerie Plus-Kern, Gent (BE)

1968 
- Four Belgian printmakers, The Foyer Brighton College of Art, Brighton (UK)

1967 
- Confrontatie – 30, Gent (BE)

1966 
- Jonge kunstenaars stellen tentoon in lokaal, Vooruit, Gent (BE)

## Publications
- Dynamic Project, Philippe Van Snick, Liesbeth Decan & Hilde Van Gelder, ASA Publishers, Bruxelles (BE), 2010
- Undisclosed Recipients, Philippe Van Snick, Hilde Van Gelder & Wouter Davidts, bkSM, Stombeek/Mechelen (BE), 2006